# Dwight Bolinger
Dwight LeMerton Bolinger, (Topeka, Kansas, 18 de agosto de 1907 - Palo Alto, California, 23 de febrero de 1992), lingüista e hispanista estadounidense.

## Biografía
Presidió la Linguistic Society of America (1972) y la American Association of Teachers of Spanish and Portuguese (1960), así como la Linguistic Association of Canada and the U.S. (1975-76). Fue Fellow de la American Academy of Arts and Sciences, 1973; premio Orwell del National Council of Teachers of English, 1981; miembro correspondiente de la Real Academia Española 1988 y fellow correspondiente de la British Academy, 1990. Participó en la Encyclopedia of Language and Linguistics, R.E. Asher and J.M.Y. Simpson, eds., Pergamon, 1994. Escribió más de trescientos títulos entre artículos y libros, sobre todo obras sobre gramática inglesa y española, como Aspects of Language (1968, 1.ª ed.; 1975, 2.ª; 1980, 3.ª) o, por euemplo, Essays on Spanish: Words and Grammar, 1991, que recoge estudios sobre la gramática del español elaborados por Bolinger entre 1934 y 1989. Su archivo fue donado a la Universidad de Stanford.

### Sobre gramática española
- Intensive Spanish, Philadelphia, Russell Press, 1948.
- Spanish Review Grammar, New York, Holt, 1956
- Modern Spanish, New York, Harcourt, Brace & World, 1960 (with J. Donald Bowen, Agnes M. Brady, Ernest F. Haden, Lawrence Poston, Jr. and Norman P. Sacks); second Edition. New York, Harcourt Brace Jovanovich, 1966 (with Joan E. Ciruti and Hugo H. Montero).
- Essays on Spanish: Words and Grammar, Joseph H. Silverman, ed., Newark, Delaware, Juan de la Cuesta Hispanic Monographs, 1991.

### Sobre gramática inglesa
- Interrogative Structures of American English, Publications of the American Dialect Society, 28, University, Ala., University of Alabama Press, 1957.
- Generality, Gradience, and the All-or-None, The Hague, Mouton, 1961.
- Forms of English: Accent, Morpheme, Order. Edited by Isamu Abe and Tetsuya Kanekiyo. Cambridge, Harvard University Press, Tokyo, Hokuou, 1965.
- Aspects of Language, New York, Harcourt, Brace, and World, 1968; second Edition. New York, Harcourt Brace Jovanovich, 1975; Third Edition, New York, Harcourt Brace Jovanovich, 1981 (with Donald A. Sears).
- The Phrasal Verb in English, Cambridge, Harvard University Press, 1971.
- That's That. The Hague, Mouton, 1972
- Degree Words, The Hague, Mouton, 1972.
- Intonation: Selected Readings, Harmondsworth, Penguin Books, 1972.
- Meaning and Form. London and New York, Longman, 1977. Japanese translation, Kobian, 1981.
- Language: The Loaded Weapon. London and New York, Longman, 1980. Japanese translation, Kobian, 1988.
- Intonation and Its Parts: Melody in Spoken English, Stanford, Stanford University Press, 1986.
- Intonation and Its Uses: Melody in Grammar and Discourse. Stanford, Stanford University Press, 1989.